# Ferrari 456
Ferrari 456 (Type F116) — купе класу гран-турізмо італійського виробника спортивних автомобілів Ferrari з посадковою формулою 2+2, яке виготовлялось з 1993 до 2004 року. Спочатку він пропонувався під назвою 456 GT і 456 GTA (з автоматичною трансмісією), в 1998 році з'явилась модифікована версія 456M (під M йдеться про modificato). Дизайн кузова розробляли спеціалісти з Pininfarina. Назва Ferrari 456 є похідним від об'єму циліндра з 456 см3. В 2004 році була замінена на новішу модель Ferrari 612 Scaglietti.

## Ferrari 456 GT / GTA

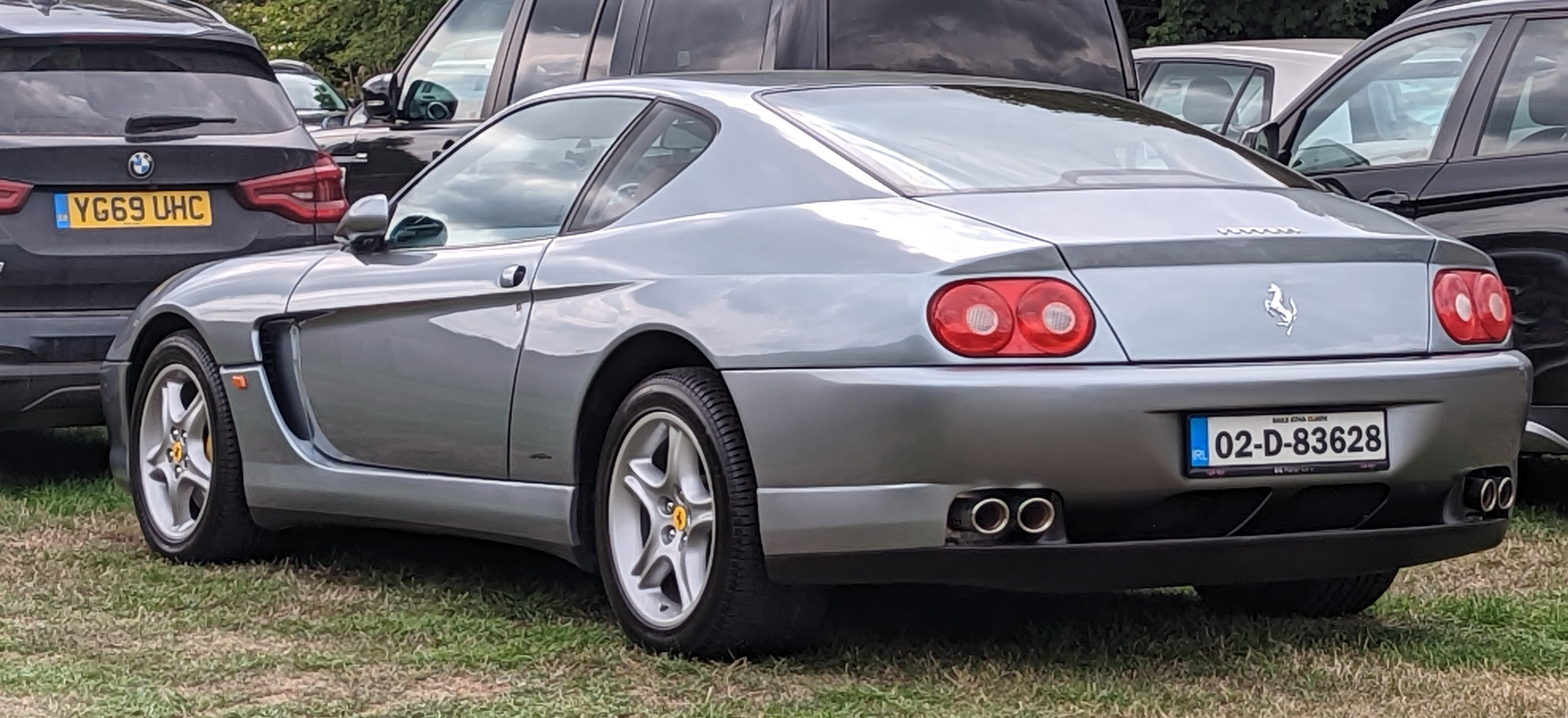
Ferrari 456

На автосалоні в Парижі в жовтні 1992 року була представлена Ferrari 456 GT. 
У 1993 році модель надійшла у продаж з двигуном Ferrari F116 B V12 об'ємом 5473,91 см3 потужністю 442 к. с. при 6250 об/хв і	550 Нм при 4500 об/хв. Двигун і коробка передач об'єднані в одне ціле. Шестиступенева коробка передач з диференціалом від ZF.
В 1996 році з'явилася Ferrari 456 GTA з автоматичною коробкою передач. 
Шасі має повністю незалежну підвіску з подвійними поперечними важелями, газові амортизатори, пружини та стабілізатори поперечної стійкості.

## Ferrari 456M

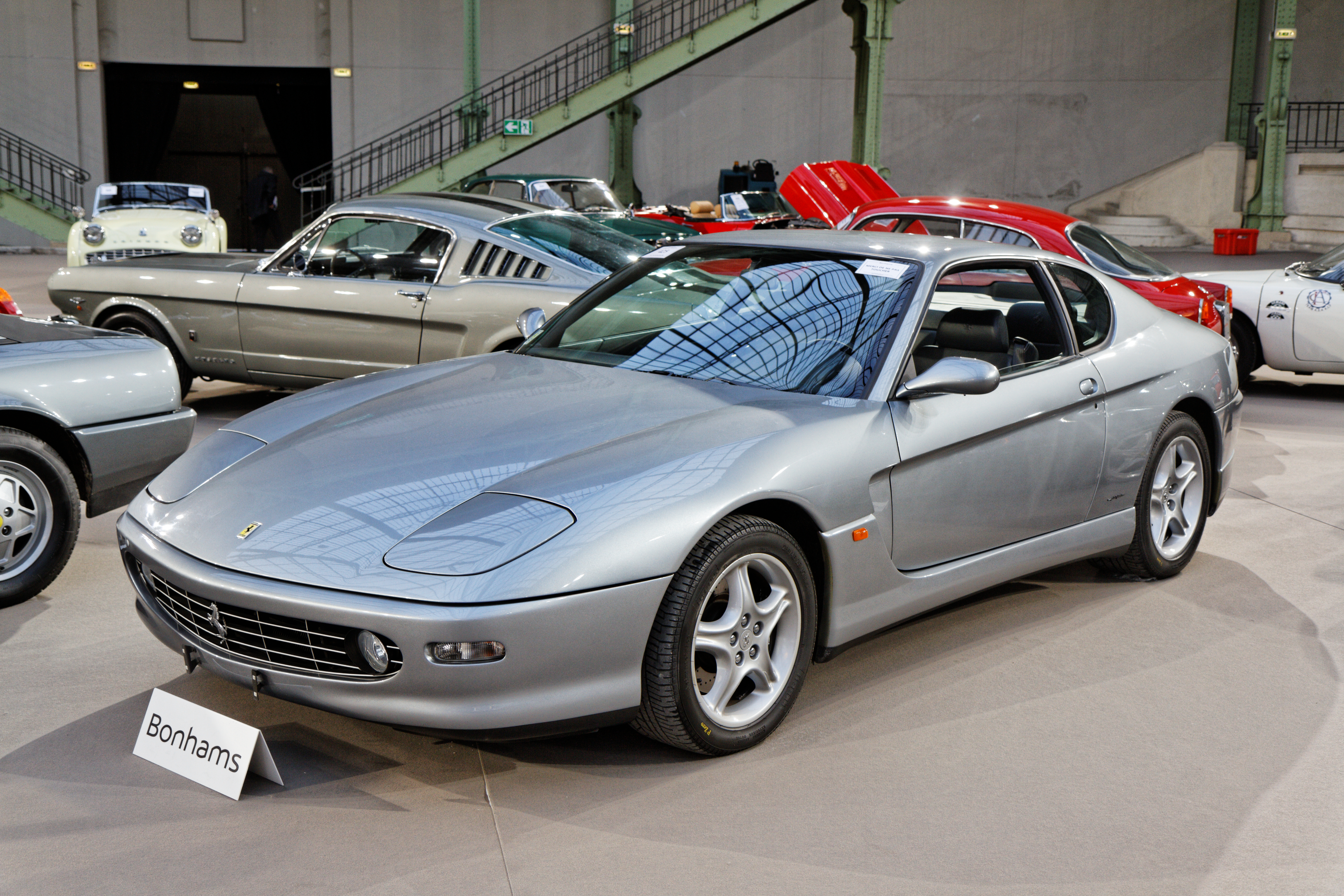
Ferrari 456M (1998-2003)

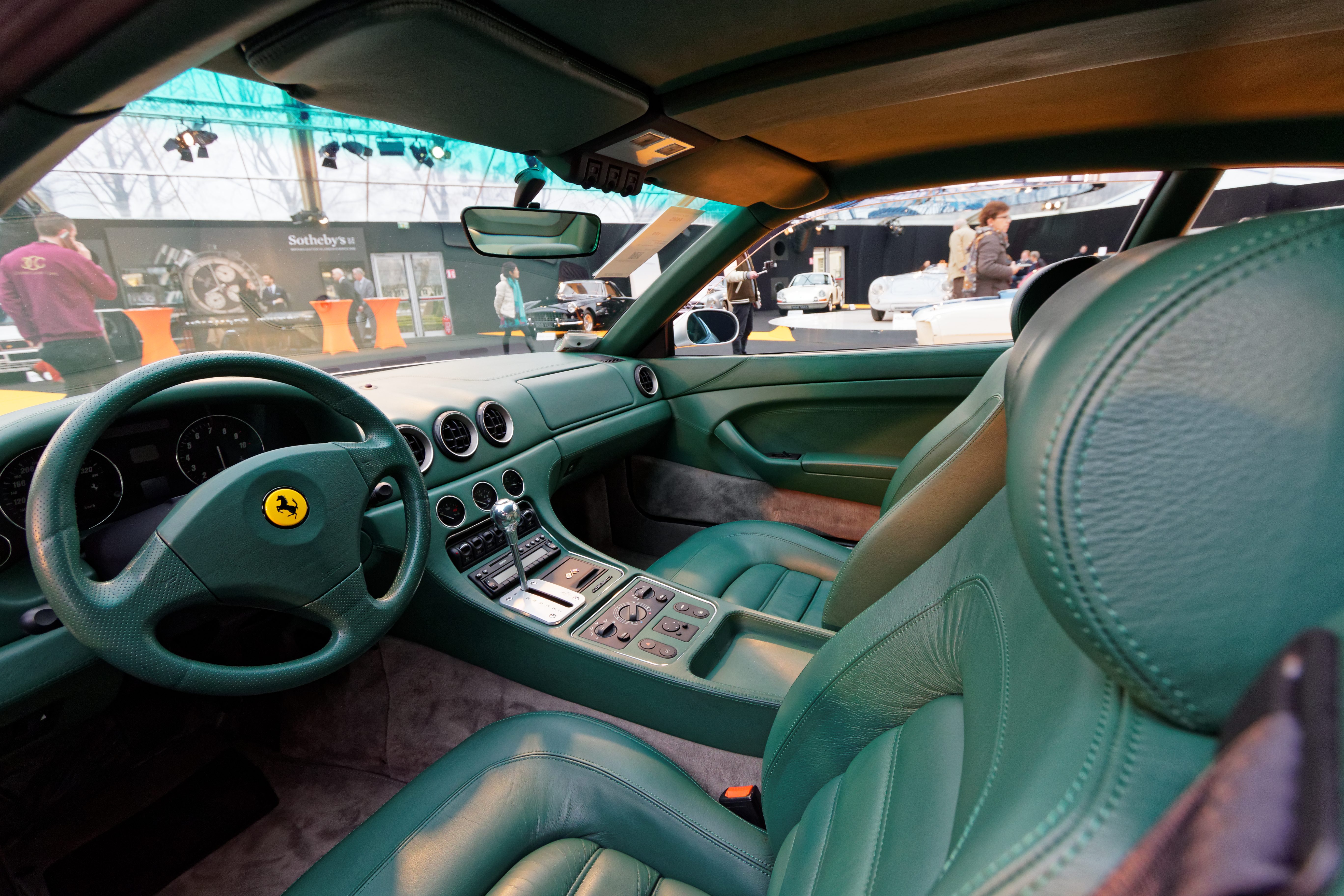

У 1998 році представлена модернізована модель 456M. Вона була доступна з ручною або автоматичною коробкою передач. Капот був зроблений з вуглецевого волокна зі спливаючими фарами, передня частина стала круглішою з вбудованим спойлером. З метою поліпшення охолодження двигуна і вентиляції гальм передня решітка з інтегрованими протитуманними фарами була переглянута. Двигун Ferrari F116 C в 456M отримав змінену систему керування двигуном (Bosch Motronic 5,2) і розвиває 442 к. с. (325 кВт) при 6250 об/хв. 456M оснащувався вентильованими роторами з алюмінієвими супортами й 4-канальною ABS, ASR, що була з EBD (електронна гальмівного управління). Крім того, 456M була останньою серією Ferrari зі спливаючими фарами.

## Спеціальні версії

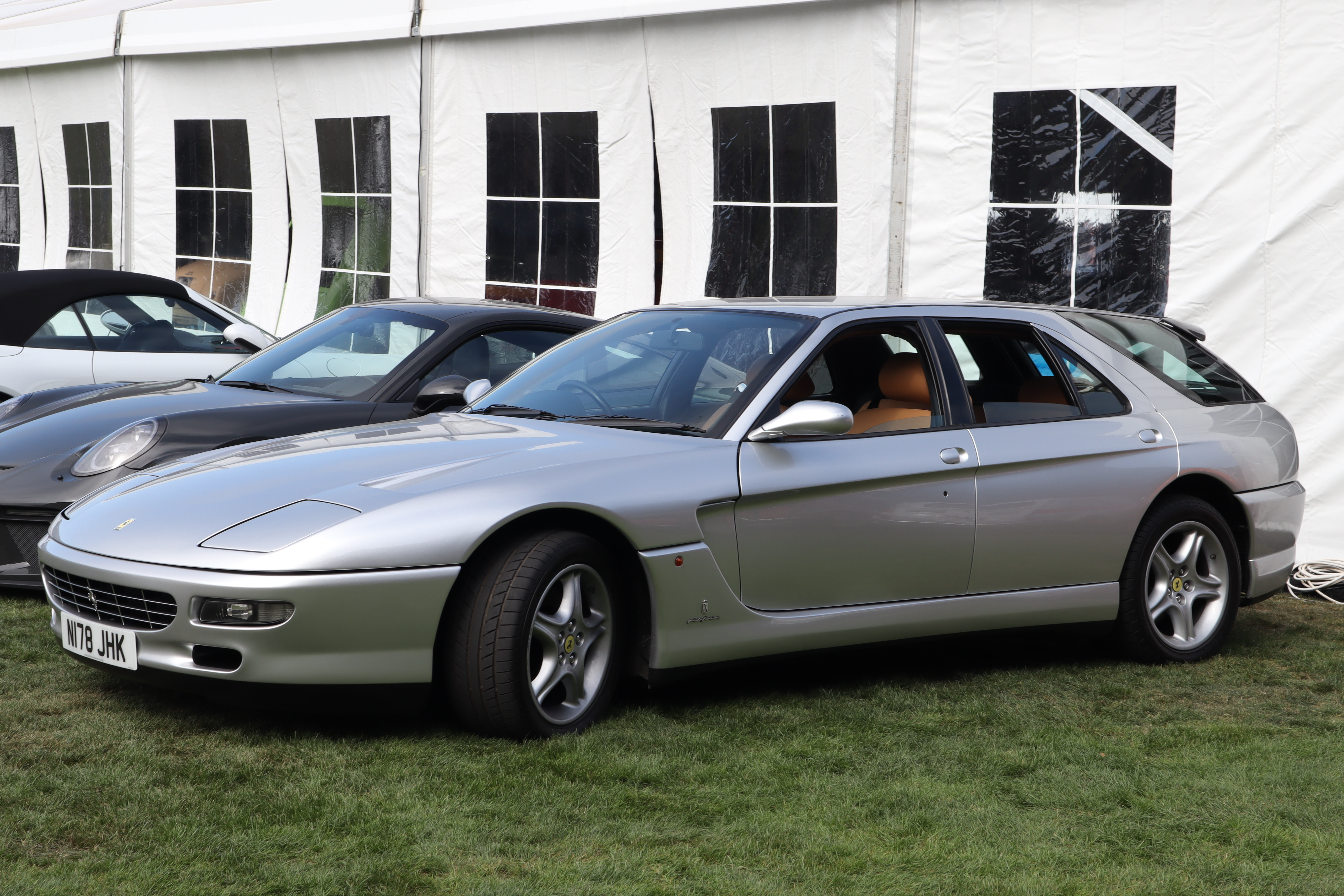
Ferrari 456 GT Venice

В 1996 році Брунейський принц Джеффрі замовив в ательє Pininfarina 456 в кузові універсал. Pininfarina підійшла до цього замовлення серйозно настільки. В хід пішла система комп'ютерного проєктування, а це означало максимальну точність при виготовленні кінцевого продукту.
Починаючи від передньої стійки та далі дизайнери з Pininfarina виготовили абсолютно новий автомобіль. Через піднятий дах передні двері змінили свою форму, а задні дозволяли проникнути в задню частину салону, де могли розміститися дві людини. В машині з'явився повноцінний багажний відсік, де могло вміститися до 400 умовних літрів вантажу. Для всього цього колісну базу авто довелося збільшити на 200 мм.
Всього було виготовлено сім екземплярів Ferrari 456 GT Venice, які отримали ім'я на честь красивого міста Італії — Венеції. З невідомих причин принц купив тільки шість з них. За деякими відомостями, ціна кожного склала близько півтора мільйона доларів. Хто придбав сьому машину — невідомо, однак її дуже рідко можна побачити на вулицях Лондона.
Пізніше «Пінінфаріна» так само побудувала два седани на базі Ferrari F456 GT. На жаль, про них практично нічого не відомо. За одними даними, замовляв їх для себе особисто султан Брунею Хассанал Булкіах, так само відомий своєю любов'ю до автомобілів. За іншими — Нафсас Аль Хаддаджа з Бельгії. У будь-якому випадку, обидва автомобілі (сріблястого і червоного кольорів) зараз у приватній колекції у першого.
Султан так само побажав мати кабріолет на базі 456 GT і замовив в Pininfarina два примірники. Ці екземпляри — єдині, створені з нуля. Пізніше в Америці було виготовлено ще два кабріолети, але вже шляхом перероблення з класичного купе F456 GT. Одним з таких автомобілів володіє Майк Тайсон.
На замовлення баскетболіста Шакіла О'Ніла одне з американських тюнінг-ательє виготовило тарга-версію, перебудувавши купе Ferrari F456 GT. В результаті реконструкції, автомобіль став двомісним.